# Philippe Jullian
Philippe Jullian (1919-1977) fue un ilustrador, historiador del arte, biógrafo, esteta, novelista y dandi francés.

## Datos biográficos
Nació en Burdeos, nieto de Camille Jullian, historiador conocido por su obra en varios volúmenes sobre la Galia. Estudió literatura en la universidad, pero abandonó la misma para dedicarse a la pintura y el dibujo. En sus últimos años residió en el Reino Unido, aunque regularmente pasaba los inviernos en África. También viajó intensamente por la India y Egipto. Se suicida en 1977.
Uno de sus primeros trabajos artísticos de renombre fue una serie de etiquetas para el célebre vino Château Mouton Rothschild en 1945, en memoria de la victoria sobre Alemania en la Segunda Guerra Mundial.
El estilo de Jullian en sus ilustraciones para libros es ingenioso, vistoso y a menudo grotesco. Hizo ilustraciones para sus propios libros así como para trabajos de Balzac, Colette, Dostoievski, Marcel Proust u Oscar Wilde, entre otros. A través de sus libros y artículos sobre Simbolismo, Art Nouveau y otros movimientos artísticos del fin-de-siècle ayudó a revitalizar el interés por este periodo. Estos trabajos incluyen una biografía sobre Robert de Montesquiou (1964), Esthètes et magiciens : l'art fin de siècle (1969), Les Symbolistes (1973), etc. También es autor de biografías de Oscar Wilde, Jean Lorrain y D'Annunzio, así como de un famosos Diccionario de esnobismo.
Jullian era homosexual.